# Zdeněk Zouhar
Zdeněk Zouhar (8. února 1927 Kotvrdovice – 18. listopadu 2011 Brno) byl český pedagog, muzikolog a skladatel soudobé vážné hudby, vysokoškolský pedagog a také dramaturg hudebního vysílání Československého rozhlasu. Byl organizátorem hudebního života a propagátorem díla Bohuslava Martinů i v době, kdy Martinů žil v emigraci a jeho jméno bylo v Československu zapovězeno. Manželkou Zdeňka Zouhara byla klavíristka Věra Zouharová. Syn Vít Zouhar je hudebním skladatelem a muzikologem, dcera Jolana Němcová učí na Biskupském gymnáziu v Brně a je zakladatelkou SPS Sušil v Rousínově, který diriguje.

## Život
Zdeněk Zouhar byl prvorozeným synem Jana Zouhara a Anežky Zouharové (roz. Svobodové) v Kotvrdovicích u Blanska. Již v dětství se učil na housle, violu, klavír a varhany, vyučoval jej nejprve Martin Nečas, varhaník v nedaleké obci Jedovnice. Za války, po přestěhování rodiny do Blanska, se učil hudbě jen samostatně, podle příručky „Teoreticko-praktická škola hry na varhany“ Františka Z. Skuherského. Před maturitou na průmyslové škole navštěvoval lekce hudební teorie u skladatele Viléma Blažka na hudební škole Besedy brněnské (1945–1946). Během studia na pedagogickém gymnáziu v Bratislavě byl žákem A. Moyzese na VŠMU v Bratislavě (1950-1951). Cíleně se studiu skladby oddal až po maturitě, a postupně vystudoval tři vysoké školy: hudební obor na Pedagogické fakultě University J. E. Purkyně v Brně, pak výtvarný obor na téže fakultě a hudební vědu na filozofické fakultě. Paralelně byl soukromým žákem skladatele Jana Kunce ve skladbě, kompozici následně vystudoval v roce 1967 na Janáčkově akademii múzických umění (JAMU) v Brně ve třídě Theodora Schaefera.
Pracoval nejprve jako vedoucí hudebního oddělení Univerzitní knihovny v Brně (1953–1961), byl dramaturgem brněnské redakce hudebního vysílání Československého rozhlasu (1961-1970), od roku 1962 vyučoval na JAMU.
Od mládí si dopisoval se skladatelem Bohuslavem Martinů a na jeho přání zorganizoval 7. ledna 1956 v Poličce světovou premiéru kantáty „Otvírání studánek“. Martinů později napsal: „Zouhar je fajn kluk a všichni na něho žárlí, jen já ne.“ (z dopisu 24. prosince 1956). Zouhar byl velkým propagátorem Bohuslava Martinů, je autorem první české knihy o tomto skladateli, která v naší zemi mohla vyjít (sborník vzpomínek a studií „Bohuslav Martinů“ – 1957), velkou měrou se zasloužil o jeho rehabilitaci a v roce 1977 byl jedním ze zakladatelů Společnosti Bohuslava Martinů (společně s dr. Jaroslavem Mihule). Řadu let pak byl jejím předsedou.
Zouhar se nikdy netajil svým náboženským přesvědčením a mnoho sil věnoval duchovní hudbě. Za to, že napsal postupně tři „Ave Maria“, začal být označován za „toho, kdo skládá Ave Maria“, bylo na něho nahlíženo jako na osobu politicky nespolehlivou, a to bylo patrně příčinou, že více než dvacet let nemohl dokončit svou habilitaci a také musel opustit místo redaktora Československého rozhlasu. Teprve v roce 1983 se habilitoval jako docent na JAMU v Brně a až roku 1989 byl jmenován profesorem. Na JAMU vyučoval do r. 1997, v závěru života pak působil jako vedoucí katedry dirigování a kompozice na Akadémii múzických umení v Banské Bystrici (1997–2005).
Zdeněk Zouhar se mnoho let věnoval dirigování sborů, jako sbormistr působil zejména ve sboru Opus (1954–1956), a vedl Ženský komorní sbor „Vítězslava Kaprálová“ (1956–1960). Jako vedoucí hudebního oddělení Univerzitní knihovny organizoval okresní i krajské přehlídky sborového zpěvu a také zavedl nedělní komorní koncerty v Univerzitní knihovně, na nichž prosazoval soudobou hudbu. Býval také členem nebo předsedou mnohých porot sborových soutěží. Za svou organizační činnost získal v roce 1961 čestné uznání Festivalu sborového zpěvu.
Zdeněk Zouhar složil téměř 150 skladeb pro nejrůznější obsazení, psal knihy, publikoval přes 250 statí a přednesl přibližně stejný počet přednášek a referátů, a to i na zahraničních konferencích a sympoziích. Mnoho let si dopisoval s Bohuslavem Martinů, (až do jeho smrti v roce 1959), na sklonku svého života pak společně se svým synem Vítem tuto korespondenci uspořádal a vydal knižně.

## Literární dílo (výběr)
- Wolfgang Amadeus Mozart 1756–1956, Brno 1955
- Bohuslav Martinů. Sborník vzpomínek a studií, Brno 1957
- František Vincenc Kramář (François Krommer) 1759–1959, Brno 1959
- Skladatel Jan Kunc, Praha, 1960
- Jan Ladislav Dusík (J. L. Dussek): 1760–1960, výběrová bibliografie, Brno 1960
- Konfese Theodora Schaefra, vydáno posmrtně, in: Opus musicum č. 4, 1969
- Žarošická mše pastýřská a můj vztah k ní, in: Almanach žarošické školy, 1997, Věstník historicko-vlastivědného kroužku v Žarošicích č. 21, 2012
- Na okraj mé skladby Preghiera per armonio, in: Věstník historicko-vlastivědného kroužku v Žarošicích č. 13, 2004
- Sborové dílo Bohuslava Martinů, Academia, 2001, ISBN 80-200-0693-1
- Zouhar, Zdeněk; Zouhar, Vít: Milý příteli. Dopisy Bohuslava Martinů Zdeňku Zouharovi. Dear Friend. Bohuslav Martinů's Letters to Zdeněk Zouhar. Olomouc: Univerzita Palackého, 2008, 428 s. ISBN 80-244-1548-8
- Zouhar, Zdeněk; Zouhar, Vít: Bohuslav Martinů sborový, Cantus, 2009, XX, č. 1, s. 31-33. ISSN 1210-7956

## Hudební dílo (výběr)

### Orchestrální skladby
- Symfonický triptych (1967)
- Variace na téma B. Martinů (1979)
- Musica giocosa (1981)
- Blanenská suita (1981)
- Trojkoncert pro klarinet, trubku, trombón a orchestr (1970)

### Jevištní díla
- Proměna (1971), rozhlasová opera na námět z Ovidia
- Velká láska (1986), opera na námět frašky Hanse Sachse
- Dvě sestry (1960), balet, lidová pohádka
- Plameny kostnické (1988), celovečerní oratorium

### Komorní skladby
- Jarní suita pro 3 housle (1949)
- Trio pro flétnu, alt a basklarinet (1962)
- Divertimento (1965)
- Smyčcový kvartet č. 1 (1966)
- Smyčcový kvartet č. 2 (1983)
- Divertimento pro žesťové kvinteto (1979)
- Dechový kvintet č. 1 (1956)
- Dechový kvintet č. 2 (1982)

### Vokální hudba
- To je křiku (1961), cyklus dětských sborů
- Tři ženské sbory na texty českých básníků (1961)
- Mužské sbory na texty českých básníků (1963)
- Zahrádka (1958), cyklus smíšených sborů
- Lidové písně z Jedovnicka (1957), pro smíšený sbor
- Moje matka (1958), cyklus pro soprán, mužský sbor a varhany, text O. Březina
- Lidové písně z Otrokovicka (1979), pro dětský sbor a orchestr
- Písničky o lásce (1950), pro zpěv a klavír
- Mamince (1950), písně pro baryton a violu, text J. Čarek

### Chrámové skladby
- Svatováclavský chorál (1943), arr. pro varhany
- Partita pro varhany (1956)
- Meditace a fuga pro varhany (1981)
- Preludio quasi una toccattina (2001), pro varhany
- Vánoční fanfára (1947), pro 3 trubky
- Pastýřská (1945), pastorela pro soprán, alt, housle, violoncello a klavír
- Vánoční kantáta (1957), pro sóla, sbor, varhany a orchestr
- Půlnoční vánoční mše (1957), pro sóla sbor, varhany a orchestr
- Spanilé z nebe pacholátko (1990), pásmo deseti koled vánočních zpěvů českých pro smíšený sbor a varhany
- Kristus vítězí (1996), pro 2 trubky a 2 trombóny
- Salmo 122 (2001), pro smíšený sbor a varhany